# Marianela Pereyra
Marianela Pereyra (nacida el 17 de diciembre de 1979 en Buenos Aires) es una actriz y presentadora argentino-estadounidense. Actuó en las series de televisión ER y la comedia de situación Half & Half.
Pereyra ha presentado diversos eventos en ESPN, CBS Sports y FOX Sports. Además, desde 2012 ha sido la presentadora de torneos de la World Poker Tour. 
Estudió Psicología y lenguas romances en la Universidad de Maryland, graduándose cum laude.